# El Maine
El Maine è un comune dell'Algeria, situato nella provincia di 'Ayn Defla.